# آيت إبراهيم (آيت لحسن أو اشعايب)
آيت إبراهيم هو دُوَّار يقع بجماعة لقصير، إقليم الحاجب، جهة فاس مكناس في المملكة المغربية. ينتمي الدوّار لمشيخة آيت لحسن أو اشعايب التي تضم 8 دواوير. يقدر عدد سكانه بـ 1476 نسمة حسب الإحصاء الرسمي للسكان والسكنى لسنة 2004.

## وصلات خارجية
- البوابة الوطنية للجماعات الترابية
- المندوبية السامية للتخطيط